# Fjällbärande kräldjur
Fjällbärande kräldjur eller fjällreptiler (Squamata) är en ordning i klassen kräldjur.
De fjällbärande kräldjuren utmärks genom att huden är försedd med ibland förbenade fjäll eller obetydligare sköldar. Kvadratbenet är rörligt och inte sammanväxt med skallen. Könsorganet är parigt och beläget bakom den tvärställda kloakspringan. 
Denna djurgrupp, som först uppträder under juraperioden, omfattar de flesta nu levande kräldjur.
De fjällbärande reptilerna indelas i följande underordningar:
- ormar (2 250 arter)
- ödlor (3 300 arter)
- masködlor (140 arter)

En alternativ indelning är: 
- Amphisbaenia
- Autarchoglossa
- Gekkota
- Iguania
- Serpentes
- Familj ej inordnad i ordning
  - Dibamidae

## Kladistisk indelning
Nedanstående kladogram visar sammansättningen av de fjällbärande kräldjuren enligt kladistisk indelning.
```
Fjällbärande kräldjur
 (Squamata)
 ├─
Iguania

 │  ├─
Leguaner
 (Iguanidae)
 │  └─
Acrodonta
 
 │     ├─
Kameleonter
 (Chamaeleonidae)
 │     └─
Agamer
 (Agamidae)
 └─
Scleroglossa

    ├─
Gekkota

    │  ├─
Geckoödlor
 (Gekkonidae)
    │  └─
Pygopodidae

    │  ?──
Masködlor
 (Amphisbaenia)
    │  ?──
Dibamidae

    │  ?──
Ormar
 (Serpentes)
    └─
Autarchoglossa

       ├─
Scincomorpha

       │  ├─
Lacertoidea

       │  │ ├─
Xantusiidae

       │  │ └─
Lacertiformes

       │  │    ├─
Egentliga ödlor
 (Lacertidae)
       │  │    └─Teiioidea
       │  │        ├─
Tejuödlor
 (Teiidae)
       │  │        └─
Gymnophthalmidae

       │  └─
Scincoidea

       │     ├─
Skinkar
 (Scincidae)
       │     └─Cordyliformes
       │        ├─
Gördelsvansar
 (Cordylidae)
       │        └─
Gerrhosauridae

       └─
Anguimorpha

          ├─
Kopparödlor
 (Anguidae)
          ├─
Xenosaurer
 (Xenosauridae)
          └─
Varanoidea

             ├─
Varaner
 (Varanidae)
             └─
Giftödlor
 (Helodermatidae)
```